# 倉吉市立成徳小学校
倉吉市立成徳小学校（くらよししりつ せいとくしょうがっこう）は、かつて鳥取県倉吉市仲ノ町にあった公立小学校。

## 沿革

### 略歴
池田氏の家老荒尾志摩家の陣屋跡に学校を置き、尋常小学校としたのが始まり。（その名残として「陣屋のシイ」があり、市の保存樹に指定されている。また、石垣も陣屋時代のものが現存している。**）

### 年表
初代
- 1873年（明治6年）2月20日 - 開蒙学校開校。
- 1874年（明治7年）4月 - 一貫小学を分離独立、神坂支校を設立。
- 1875年（明治8年）9月19日 - 神坂支校独立し温恭校と改称。
- 1878年（明治11年）6月 - 開蒙・温恭を合併して成徳小学校と改称。
- 1884年（明治17年）8月 - 一貫小学を分校とする。
- 1887年（明治20年）4月1日 - 一貫分校を本校に併合、倉吉尋常小学校と改称。
- 1891年（明治24年）1月20日 - 成徳尋常小学校と改称。
- 1894年（明治27年）4月1日 - 成徳尋常高等小学校と改称。
- 1909年（明治42年）5月8日 - 明倫小学校を分割する。
- 1941年（昭和16年）4月1日 - 国民学校令により成徳国民学校と改称。
- 1944年（昭和19年）9月20日 - 神戸市河池国民学校84名疎開滞在。
- 1947年（昭和22年）4月1日 - 学制改革により倉吉町立成徳小学校と改称。
- 1953年（昭和28年）10月1日 - 市制施行により倉吉市立成徳小学校と改称。
- 2023年（令和5年）
  - 3月24日 - 閉校式の挙行[2]。
  - 3月31日 - 閉校。

2代目
- 2023年（令和5年）4月1日 - 灘手小学校と統合し、現校舎にて新たに倉吉市立成徳小学校を設立[3]。
- 2024年（令和6年）4月1日 - 校名を倉吉市立打吹小学校と改称[4]。

## 校章
前述の荒尾家の家紋『九曜星』の影をとった『影九曜』が使われている。竹輪の食べさしに似ていることから、俗に「竹輪の食いさし」とも呼ばれる。

## 校舎

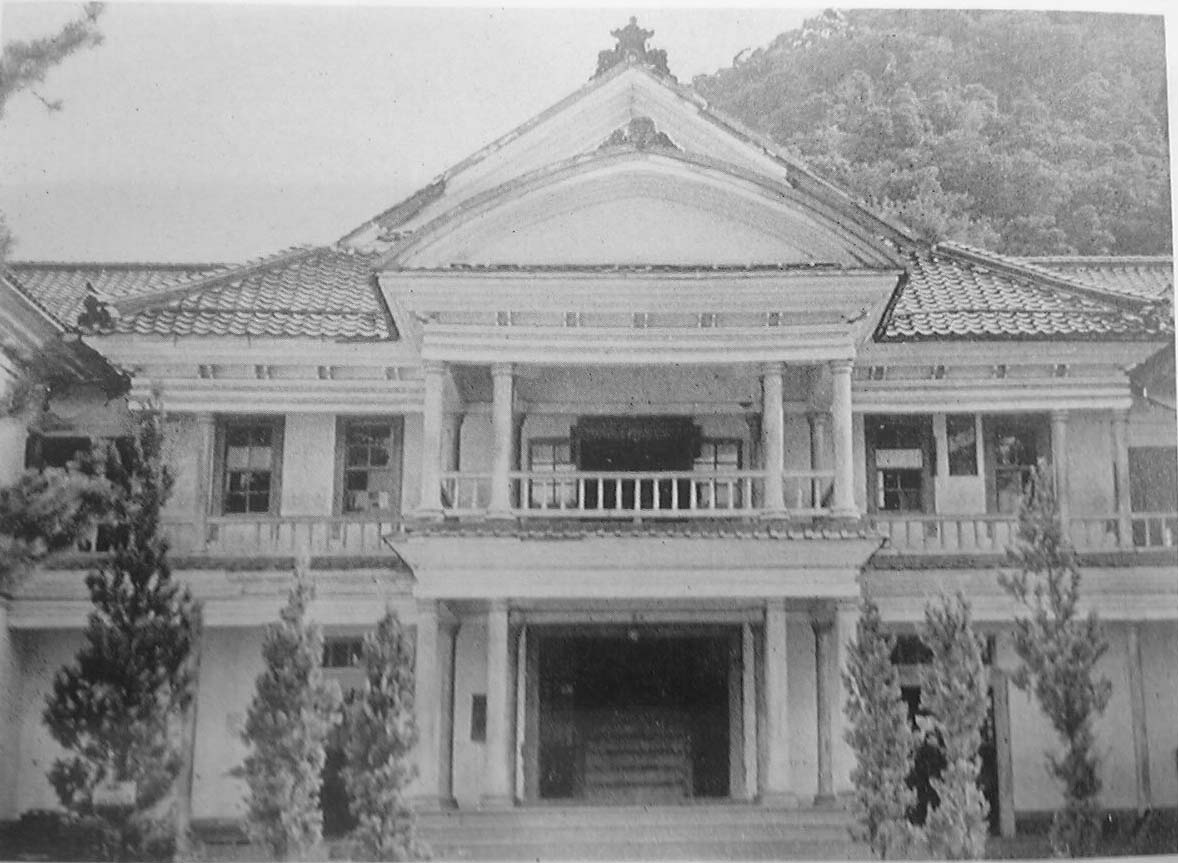
昭和31年頃の校舎

2023年時点の校舎は西校舎と東校舎に分かれており、鉄筋コンクリート造である。東校舎はかつての「白亜の殿堂」（後述）が再現されており、2階建てである。西校舎はかつての南校舎を移築した3階建ての建物で、玄関上部には打吹天女の壁画絵が掲げられている。
昭和前半期までの校舎（右写真）は、「白亜の殿堂」と呼ばれていたが、伊勢湾台風の被害を受けたため解体、新築された。このとき建てられた校舎は2008年夏に耐震工事がなされたが、2017年に現校舎への建て替え工事が行われた。
「白亜の殿堂」は道路を挟んで隣接する喫茶店『混智絵留都（コンチェルト）』も再現している。

## 校歌
作詞：田中瑞穂、作曲：田村虎蔵

## 統合の経緯

### 児童数の減少と統廃合構想
かつては1学年に複数クラスが設置されていたが、現在は1クラスとなっている。2016年時点で児童数は127人。少子化の煽りを受け減少傾向にあり2020年以降には100人未満になることが予想されている。
こうした状況を受け、倉吉市は小学校の適正配置を検討しており、成徳小学校は明倫小学校・灘手小学校との統合が構想され、説明会が実施された。その結果、先行して2023年4月に灘手小学校を統合することが決定した。

### 学校名を巡る混乱
2021年8月、両小学校の統合準備委員会が発足。2022年4月より統合によって新たに設立される小学校の名称を市内全域から公募し、「打吹（うつぶき）」「倉吉第一（くらよしだいいち）」「倉吉中央（くらよしちゅうおう）」「羽衣（はごろも）」など寄せられた119種類の校名案の中から同年6月に「至誠小学校」を候補とすることを公表した。「至誠」は『中庸』（四書五経）の一節による「この上ない誠実さ、まごころ」の意味を持ち「吉田松陰も大事にした日本人として生きる指針のひとつ」「誠実さ、まごころを大切にした教育を目指してほしい」という意味が込められていると選定時の市ホームページで公表されている。また「至誠」は成徳小学校卒業生の橋田邦彦（医学博士、元文部大臣）の座右の銘、「打吹」は近隣の打吹山に、それぞれちなんだものである。
ところが、市議会での議論の中で、準備委員会の選定過程が以下のようなものと判明した。
- 公募の応募総数341件のうち、半数近い150件が「打吹小学校」であり、「至誠小学校」は1件であった。
- 委員会は成徳地区・灘手地区の委員各8人で構成されており、校名の投票結果は、成徳地区側が推した「至誠」、灘手地区側が推した「打吹」がそれぞれ8票の同数であったが、委員長（成徳地区）の決裁により「至誠」と決まった。
- 賛否同数の場合に会議の長に判断を委ねる規定は、長がもともとの評決には加わらないことを前提とすることが一般的であるが（議長決裁の項も参照）、準備委員会の設置要綱はそうなっておらず、事実上委員長が2票分の権限を行使していた。

そのため決定の妥当性に関して不満が噴出。これを受けて広田一恭市長が9月議会で学校名を決定した議案の取り下げを提案したが、市議会はこれを否決し、新学校名を「至誠小学校」とする議案を可決した。
市議会の可決後も「至誠小学校」に反対する市民の声は止まず、2022年12月に反対する市民らにより新校名を決定した市条例の廃止を求める直接請求が行われた。直接請求に基づき議会に提出された条例廃止案は可決され、新校名は振り出しに戻った。
条例廃案を受け、準備委員会は新たに「打吹至誠小学校」を新たな校名とすることを決定したが、これを受けて開催された臨時議会では、「打吹至誠小学校」以外の校名を求める複数の動議が提出され、最終的に「成徳小学校」とする形で条例案が可決された。
一方、公募の時点で準備委員会は「新校名には既存の校名を使用しない」ことを決定していたにもかかわらず市議会でそれが覆されたことに灘手地区側の委員は猛反発し、「本委員会には任せられない、という市議会の意見だと受け止める」として委員会解散を提案。最終的に「解散」の言葉は使われなかったものの、2023年1月20日の会合をもって委員会が「終了」することが決定した。広田市長は「（成徳は）暫定的な名前」として、保護者らに改めて名前を募る方針を明らかにしている。2023年4月1日、旧成徳小学校と旧灘手小学校が統合され「成徳小学校」に改称した。
その後、2023年10月に統合後の校名案を「打吹」「うつぶき」「東」「光星」「つばき」の5案に絞り、成徳地区・灘手地区及び将来的な合併が予定される明倫地区の保護者のアンケートを行った。最多得票は「打吹小学校」で、11月に倉吉市教育委員会が新校名に決定。市議会の承認を経て、2024年4月に「打吹小学校」に改称された。

## 通学区域
- 住吉町、宮川町、宮川町二丁目、東町、湊町、堺町一丁目、堺町二丁目、堺町三丁目、新町一丁目、新町二丁目、新町三丁目、荒神町、魚町、明治町、明治町二丁目、大正町、大正町二丁目、仲ノ町、東仲町、西仲町、西町、研屋町[24]

## 進学先中学校
- 倉吉市立東中学校[24]

## 関係者

### 教員
- 相見正義（元教員、大正自由教育を実践）

### 卒業生
- 橋田邦彦（医学者、元文部大臣）
- 琴櫻傑將（大相撲力士、第53代横綱、12代佐渡ヶ嶽親方）
- 伯桜鵬哲也（大相撲力士）
- 神代錦（元宝塚歌劇団理事）

## 周辺
- 打吹山
  - 打吹公園
  - 打吹城址
- 倉吉博物館・倉吉歴史民俗資料館
- 倉吉市役所
- 鳥取地方裁判所/鳥取家庭裁判所倉吉支部・倉吉簡易裁判所
- 倉吉幼稚園
- めぐみ保育園
- 打吹玉川

## 交通
- JR山陰本線 倉吉駅より約4km
- 日ノ丸バス・日交バス
  - 「白壁土蔵群前」よりすぐ
  - 「赤瓦・白壁土蔵」より約400m